# Juncus fallax
Juncus fallax là một loài thực vật có hoa trong họ Juncaceae. Loài này được Trab. mô tả khoa học đầu tiên năm 1895.